# Eucalyptus dolichorhyncha
Eucalyptus dolichorhyncha là một loài thực vật có hoa trong Họ Đào kim nương. Loài này được (Brooker) Brooker & Hopper mô tả khoa học đầu tiên năm 1993.